# Strefa wojenna
Strefa wojenna (strefa frontowa) - w czasie II wojny światowej okupowane przez III Rzeszę tereny ZSRR, znajdujące się pod administracją wojskową.
Ziemie stanowiące teatr działań wojennych wojsk lądowych (Gebiete unter  Militärverwaltung), od linii frontu do tyłowych pozycji grup armii, znajdowały się pod władzą ogniw dowódczych grup armii (Północ, Środek i Południe).
W terenie w miastach władzę sprawowały komendantury (Ortskommandantur), a we wsiach komendantury polowe (Feldkommandantur).
Pozostałe tereny na wschodzie, nieznajdujące się w strefie wojennej, na podstawie dekretu Adolfa Hitlera z dnia 17 lipca 1941 O administracji terytoriami na wschodzie, przekazano Ministerstwu do spraw Okupowanych Terenów Wschodnich (Ost-Ministerium), którego ministrem (Reichsminister für die Besetzen Ostgebiete) został Alfred Rosenberg. Na tych terenach od 1 września 1941 utworzono 2 komisariaty Rzeszy - "Ostland" i "Ukraine".
Granica pomiędzy strefą wojenną a komisariatami Rzeszy była strzeżona, a do jej przekroczenia wymagano specjalnych przepustek.